# ای‌سی کارز
ای‌سی کارز (انگلیسی: AC Cars) شرکت خودروسازی بریتانیایی است، که در سال ۱۹۰۱ تأسیس شد.